# Shin Jae-hwi
Shin Jae-hwi (en hangul, 신재휘; nacido el 17 de febrero de 1994), es un actor surcoreano.

## Biografía
Se graduó del departamento de actuación de la Universidad Nacional de Artes de Corea (Korea National University of Arts).

## Carrera
Es miembro de la agencia "Mystic Story" (미스틱스토리).
En julio del 2019 se unió al elenco recurrente de la serie Class of Lies, donde dio vida a Son Joon-jae, un estudiante de Chunmyung High School que sueña con trabajar en la industria financiera y quien se la pasa molestando a Ahn Byeong-ho (Byung Hun) y a otros estudiantes bajo las órdenes de Yoo Beom-jin (Lee Jun-young).
En enero del 2020 se unió al elenco recurrente de la serie web XX donde interpretó a Seo Tae-hyun, el director de "Levan Cosmetics" así como el exnovio de Yoon Na-na (Hani) a quien engañó con su mejor amiga Lee Roo-mi (Hwang Seung-eon).
En marzo del mismo año se unió al elenco recurrente la serie Nobody Knows, donde dio vida a Oh Doo-seok, el asistente de Baek Sang-ho (Park Hoon) y gerente del hotel "Millennium".
En julio del mismo año se unió al elenco recurrente de la serie The Good Detective (también conocida como "Model Detective"), donde interpretó a Park Hong-doo, un rudo y malvado joven que se involucra en un caso importante.

## Filmografía

### Series de televisión
| Año     | Título                   | Personaje        | Canal         | Notas                     |
| ------- | ------------------------ | ---------------- | ------------- | ------------------------- |
| 2017    | 3 AM Season 2            | -                | -             | 6 episodios - (serie web) |
| 2019    | Class of Lies            | Son Joon-jae     | OCN           |                           |
| 2020    | XX                       | Seo Tae-hyun     | -             | (serie web)               |
| 2020    | Nobody Knows             | Oh Doo-seok      | SBS           |                           |
| 2020    | The Good Detective       | Park Hong-doo    | JTBC          | 3 episodios               |
| 2020    | Awaken                   | Joven en el Club | -             | ep. 1, 10                 |
| 2020    | True Beauty              | Lee Sung-yong    | tvN           | 2 episodios               |
| 2020    | Half-Fifty               | All-K            | -             | 8 episodios               |
| 2022    | Estamos muertos          | Chang Hoon       | Netflix       | [ 8 ]                     |
| 2022    | Tribunal de menores      | Seo-bum          | Netflix       | [ 9 ] [ 10 ]              |
| 2022    | Link: Eat, Love, Kill    | Lee Jin-geun     | tvN           | [ 11 ] [ 12 ]             |
| 2023    | Moving                   | Bang Ki-soo      | JTBC, Disney+ | [ 11 ] [ 13 ]             |
| 2023-24 | Tell Me That You Love Me | Jung Mo-dam      | ENA           | [ 14 ] [ 15 ]             |

### Películas
| Año  | Título           | Personaje | Notas                                          |
| ---- | ---------------- | --------- | ---------------------------------------------- |
| 2020 | More Than Family | Ho Hoon   | junto a Krystal, Jang Hye-jin y Choi Deok-moon |

### Musicales
| Año  | Título                    | Personaje | Notas |
| ---- | ------------------------- | --------- | ----- |
| 2018 | Iron Mask (아이언 마스크) | -         |       |